# Jarohněvice
Jarohněvice är en ort i Tjeckien.   Den ligger i regionen Zlín, i den östra delen av landet, 230 km öster om huvudstaden Prag. Jarohněvice ligger 207 meter över havet och antalet invånare är 249.
Terrängen runt Jarohněvice är huvudsakligen platt, men söderut är den kuperad. Runt Jarohněvice är det ganska tätbefolkat, med 104 invånare per kvadratkilometer. Närmaste större samhälle är Kroměříž, 3,6 km norr om Jarohněvice. Trakten runt Jarohněvice består till största delen av jordbruksmark.